# 草市
草市，指中国宋朝开始在各城市城墙范围之外发展起来的商业区，大都位于水路交通要道或津渡及驿站所在地。因为市场房舍用草盖成或初系是买卖草料的市集，所以命名草市。
草市的前身是唐朝坊市制度下乡村的定期集市。到宋朝，部分集市逐渐发展成为居民点，甚至发展成为新的商业市区，与城墙以内的原有市区并无区别乃至超过。至今，一些城市如成都等还有“草市”地名。
宋神宗王安石变法期间，开始将这些草市视为城市的一部分加以管理，同乡村地区加以区别。此后，这些草市逐渐融入附近城市，发展成为城外的镇。
唐王建《汴路即事詩》草市迎江貨，津橋對海商。陸游《村居詩》草市寒沽酒，江城夜擣衣。范大成詩：遠尋草市估新酒，牢閉篷窗理舊書。（以上參考加藤繁《中國經濟史考證》〈關於唐宋的草市〉）